# Monte Leone (Carbonia)

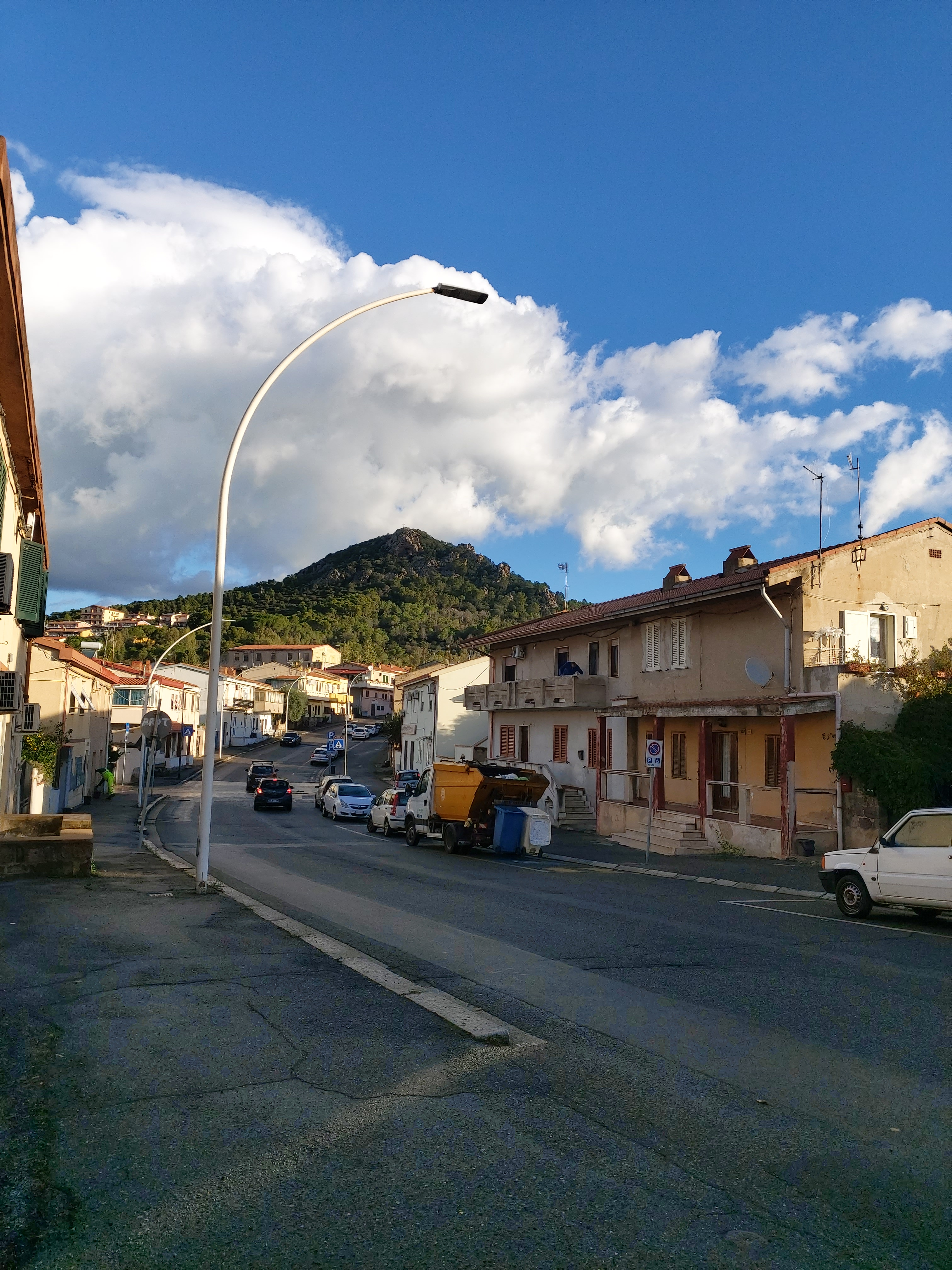
Veduta di Monte Leone da via Satta, la strada principale del quartiere Lotto B o Rosmarino

Il Monte Leone è una collina dell'altezza di 280 m s.l.m. situata nella zona nord-est della città di Carbonia. Data la fondazione del centro durante l'epoca fascista è da escludere che il nome del rilievo abbia origini antecedenti; tuttavia a livello locale, soprattutto tra i più anziani, è in uso anche il toponimo sardo Lurdagu Mannu (nel dialetto locale significa "grande pantano").
Come il vicino Monte Rosmarino, è molto frequentata dai cittadini carboniensi di tutte le età, soprattutto dai giovani, che hanno impiantato un sistema di cunette tra salite e discese creando così vari percorsi per il mountain biking e per il freestyling. La croce che si trova sulla sommità della parete rocciosa collinare, installata nel 1982, è anch'essa meta di visitatori, data anche l'ampia veduta panoramica che vi si può ammirare dall'area. Il colle è infatti un ottimo punto di osservazione per il panorama cittadino e di una consistente porzione del Sulcis settentrionale, con una veduta anche sulle isole di Sant'Antioco e San Pietro, mentre in direzione nord-ovest la vista giunge sino al Pan di Zucchero e al litorale tra Gonnesa e Iglesias.